# Кёсе Михал
Кёсе Михал-бей, также Гази Михал и Абдулла Михал Гази (тур. Köse Mihal; XIII век — ок. 1340) — согласно хроникам первый значимый византийский ренегат, принявший ислам и ставший соратником бея Османа Гази. Считался родоначальником османского рода акынджи Михалоглу (Михалли).
Историчность Кёсе Михала признаётся не всеми историками, согласно мнению османистов К. Имбера, К. Фосса и П. Линднера, все рассказы о Кёсе Михале — не более, чем легенды.

## Биография согласно хроникам
Köse означает по-турецки «безбородый» или «тот, у которого редкий рост бороды», то есть Köse Mihal в переводе означает «безбородый Михал». Согласно легенде, Кёсе Михал, первоначальное имя которого было «Михаил Коссес», был византийским комендантом (текфуром) Чирменкии (Харманкая). Замок с таким названием находился в предгорьях Улудага в районе Биледжика. Возможно, Белекома — это другое название того же места. Первым связал это место и Михала османский историк Ашикпашазаде (1393 — ок. 1484), в хронике Орудж-бея (XV век) нет упоминания о связи Чирменкии с Михалем. Также Ашикпашазаде первым назвал его Михал Кесе, у Орудж-бея он просто Михал. Существуют разные сведения о времени начала дружбы между Османом Гази и Кёсе Михалем. Однако, похоже, что она могла возникнуть в период между 1282 и 1283 годами.
Большинство османских историков полагали, что Кёсе Михал имел дружеские отношения с Османом Гази и принимал участие в качестве союзника в военных походах Османа против соседей, поддерживал его как лидера и посредничал в отношении с местным греческим населением. Согласно Лютфи-паше (1488—1564), дружба между Михалем и Османом возникла из уважения. Византийский текфур Эскишехира (имя не называлось) и Михал, текфур Чирменкии, сражались против Осман-бея. Осман победил и взял в плен Михала, но, поскольку Михал храбро сражался, Осман решил не убивать его. Между ними завязалась тесная дружба. Аналогичную историю сообщал и Мехмед Нешри. Согласно Ашикпашазаде, первая совместная кампания друзей была против крепости Болу. Они вернулись в Караджахисар из провинций Таракли, Гёйнюк и Мудурну с большой добычей. После этой кампании не было боевых действий в течение 7 лет. Текфур Биледжика был обеспокоен все возрастающей силой Османа. Когда Михал выдавал замуж свою дочь, он пригласил на свадьбу византийских феодалов и хотел убедить их подписать мирный договор с Османом Гази. Но вместо того, чтобы принять мирное предложение Кёсе Михала, византийцы пытались убедить его сотрудничать против Османа. Вскоре планировалась свадьба текфура Биледжика и дочери текфура Ярхисара. На неё пригласили и Османа, поскольку византийцы собирались его убить. Но Михал рассказал Осману о заговоре, чем спас его жизнь. Осман принял приглашение текфура Биледжика, явился на неё с воинами, переодетыми в женское платье, убил жениха, а невесту отдал сыну Орхану. Эту услугу Осман не забыл, Михал и его сыновья пользовались расположением и доверием и Османа, и Орхана. Далее Михал упоминается в повествовании Ашикпашазаде в кампаниях Османа и Орхана 1305 года.
Согласно хроникам, Кёсе Михал был одним из самых надёжных беев Османа Гази и сыграл важную роль в завоевании Бурсы в 1326 году. Осман поручил своему сыну Орхану завоевать город. Орхан долгое время осаждал город, но не мог его взять. Актимур, племянник Османа, и Балабанджик, военачальник Османа, славянский раб, построили крепости и укрепились там, чтобы контролировать пути в город. Тем не менее, осада продолжалась восемь лет. В городе больше не было еды, вся территория вокруг крепости уже была завоёвана турками, но Орхан хотел взять город мирно и без кровопролития. Поэтому он послал Кёсе Михала к текфуру Бурсы. Получив от ренегата обещание о сохранении жизни и имущества жителей, текфур сдал город. После завоевания Бурсы Кёсе Михал больше не упоминается в источниках. Возможно, он вскоре скончался, и по легендам он был похоронен в местечке Пазаркой, недалеко от Чирменкии.
Согласно хроникам, у Кёсе Михал было пять сыновей: Мехмед, Яхши, Азиз, Хызыр и Юсуф. Семья, известная в Османской империи как «Михалоглу», и возводившая свой род к Кёсе Михалю, дала в XV—XVI веках множество крупных государственных и военных деятелей в османской Румелии.
Утверждается, что Азиз-паша, сын Михала, завоевал замок Визе и умер в 806 году (1403), а его сыном был Гази Михал-бей. Гази Михал-бей был первым известным, документально зафиксированным представителем семьи. Во времена правления Мехмеда I и Мурада II он отличился в военных действиях в Румелии. Михал-бей умер в Эдирне в 839 году (1435), его могила находится в мечети Гази Михал-бея. Некоторые историки считают, что именно он был основателем семьи Михалогуллары.

## Обращение Михала
Источники, касающиеся перехода Михала в ислам, противоречивы. В качестве времени обращения Михала историки называли различные даты (1304, 1308, 1313, и позже). И. Узунчаршилы полагал, что Кёсе Михал принял ислам в 1313 году. Все рассказы об обращении Михала связывают это событие со знакомством или дружбой византийца с Османом Гази. Орудж-бей, автор одной из самых ранних сохранившихся османских хроник, писал, что Михал (Орудж называет его просто "Михал", а не "Михал Кёсе")обратился в ислам после того, как во сне к нему явился пророк. Согласно Ашикпашазаде обращение Михала случилось после сна, как и у Оруджа, но после некоторого времени общения мужчин и после взятия Белекомы. Осман и Михал, губернатор Чирменкии, часто вместе охотились, при этом, согласно историку, Михал ещё не был обращён. Ашикпашазаде писал, что Михал принял ислам до похода к крепостям в долине Сакарья (Гейве, Мекече, Акхисар и Лефке) в 1304 году и участвовал в походе Орхана к крепостям Кара-Тигин и Кара-Чепюш.

## Споры об историчности Михала
Из османских источников самый ранний, дошедший до нас — «Хроника дома Османов» (Тева-рих-и аль-и Осман) Ашикпашазаде, начатая в 1476 году. Первым известным летописцем империи был Яхши Факых (ум. после 1413), отец которого был имамом у Орхана. Яхши Факыхом составлена хроника от Османа до Баязида I (1398—1402 годы), которая называлась «Описания подвигов дома Османов до Йылдырым-хана». Оригинал этой хроники не сохранился, однако считается, что она почти дословно вошла в труд Ашик-паша-заде, затем Оруджа и некоторых других османских историков. Ашикпашазаде писал, что прочёл Историю Яхши Факыха, когда он останавливался в доме Яхши Факиха в 1413 году. Орудж сообщал, что он узнал о событиях жизни Османа от Ашик-паша-заде, и тоже упоминал, что источником сведений был сын имама Орхана Гази, Яхши Факыха. Поскольку история жизни Османа впервые была записана в XV веке — через полтора века после его смерти — то к этому времени успели оформиться устоявшиеся легенды и предания. Исследователи считают, что отделить реальность от вымысла в рассказах о начальном периоде османской истории крайне сложно, если это вообще возможно.
Османист Колин Имбер писал, что почти все рассказы об Османе, имеющиеся в хрониках XV века, являются придуманными: «самый элементарный текстовый анализ показывает, что почти все „факты“, об Османе Гази и его последователях на самом деле фикция». По мнению Р. П. Линднера, Колин Имбер и Клайв Фосс доказали, что Кёсе Михала не существовало. «Прощай, старый друг» — написал он по этому поводу. По словам Имбера, изображённые в самых ранних османских хрониках персонажи были созданы народной этимологией, основанной на некоторых топонимах в Анатолии. Кроме того, по мнению Имбера, некоторые из наиболее важных фигур Османской истории, такие Кёсе Михал, были просто «созданы» османскими летописцами.
Самое раннее упоминание о Кёсе Михале относится к 1467 году, времени написания хроники Орудж-бея, когда Орудж записал историю с обращением Михала после вещего сна. Развитие легенде дал Ашикпашазаде. Согласно османским реестрам начала шестнадцатого века, Михалоглу Али приобрёл Чирменкию, а не унаследовал её от предков. Дата сделки не указана, Али умер в 1500 году, а приобретение произошло во второй половине XV века. Можно сделать вывод, что в Чирменкии Михалоглу появились на полтора века позже смерти Михала. Тем не менее, Ашикпашазаде написал в своей Истории, что Кёсе Михал был византийским губернатором Чирменкии, а затем и османским владельцем крепости в XIII веке. По мнению К. Имбера Али и Ашикпашазаде могли быть знакомы, и историк просто «создал» для знакомого фиктивного предка, изобразив купленное имение как наследственное.
Х. Иналджик, сопоставивший византийские и османские хроники, описывающие период образования Османской империи, утверждал, что расхождения по фактам между ними незначительны, несмотря на то, что они написаны в разное время и с разных сторон конфликта. По мнению учёного, османским хроникам можно верить, он полагал, что в их основе надёжные, но ныне утраченные источники. Аналогичного мнения придерживалась и Е. Захариаду. М. Кипровская, изучив вакуфные документы и дефтеры санджака Худавендигар (включающего Харманкая), полагает, что тезис К. Имбера слишком радикальный. Она утверждает, что Кёсе Михал реально существовал и сведения из османских хроник соответствуют действительности.
Физические остатки небольшого форта все ещё заметны у подножия горы Харманкая. Это одна из многих мелких крепостей, которые были построены византийскими императорами Михаилом VIII (1259—1282) и Андроником II (1282—1328) для защиты восточной границы Византии в Вифинии от турецких набегов вдоль реки Сакарьи. Смена русла Сакарьи сделала эти крепости бесполезными. По словам М. Кипровской, до того Харманкая имела стратегически важное расположение. Союз с комендантом этой крепости был важен для Османа. По мнению А. Файлера, Пахимер упомянул бы о роли предателя в успехах Османа, если бы это предательство играло такую решающую роль, но он даже не знал, что этот губернатор перешёл к врагу. А. Файлер делал вывод, что хроника Яхши Факыха, бывшая первоисточником сведений о Михале, по какой-то причине преувеличила роль и значение фигуры одного из многих текфуров. Димитрий Киритсис, изучавший позднюю византийскую аристократию, также полагал роль и социальный статус Михала в османских источниках сильно преувеличенными, поскольку его имя не встречается в византийских источниках. По мнению Кипровской отсутствие упоминаний имени Михала может объясняться тем, что он был незнатного рода и занимал небольшой пост. Кёсе Михал мог быть указан Пахимером, когда тот писал, что разочарованные и фактически оставленные императорами, византийцы в Вифинии сотрудничали с османами, заключая союзы и возглавляя их кампании.